# Faisal Halim
Muhammad Faisal bin Abdul Halim (sinh ngày 7 tháng 1 năm 1998 tại Mengkuang Titi, Pulau Pinang, Malaysia), còn được biết đến với biệt danh Mickey, là một cầu thủ bóng đá người Malaysia chơi ở vị trí tiền đạo cho câu lạc bộ Selangor và đội tuyển bóng đá quốc gia Malaysia.

## Sự nghiệp câu lạc bộ
Faisal Halim sinh ngày 7 tháng 1 năm 1998 tại Mengkuang Titi, Pulau Pinang, Malaysia. Anh bắt đầu sự nghiệp chuyên nghiệp từ năm 17 tuổi khi thi đấu cho đội U-19 của câu lạc bộ Penang tại Giải bóng đá Ngoại hạng Malaysia. Anh có trận đấu ra mắt và ghi một bàn thắng trong trận thua 2–3 của Penang trước PDRM tại Cúp Malaysia 2015. Anh là một trong số những cầu thủ trẻ nhất được triệu tập lên Penang tham dự Cúp Malaysia 2015. Vào tháng 11 năm 2015, anh ký hợp đồng thi đấu cho câu lạc bộ Pahang. Anh có trận đấu đầu tiên cho đội bóng này trong trận hòa 2–2 của Pahang trước T–Team. Anh ghi bàn thắng đầu tiên cho Pahang trong trận thua 1–3 trước Selangor vào ngày 27 tháng 2 năm 2016. Anh rời Pahang vào ngày 31 tháng 11 năm 2020 sau 5 năm gắn bó với đội bóng này. Trong màu áo của Pahang, anh đã có 60 lần ra sân, ghi được 9 bàn thắng và có 4 pha kiến tạo. Vào ngày 6 tháng 12 măm 2020, anh ký hợp đồng có thời hạn 2 năm với câu lạc bộ Terengganu và mặc áo số 7 trong mùa giải 2021. Anh có trận đấu đầu tiên ra mắt Tegengganu vào ngày 6 tháng 3 năm 2021 trong chiến thắng 2–1 trước UiTM ngay trên sân khách. Anh có bàn thắng đầu tiên cho Terangganu trong chiến thắng 2–0 trước Perak ngay trên sân nhà. Vào ngày 23 tháng 11 năm 2022, anh quyết định chia tay Terangganu sau khi mùa giải 2022 kết thúc. Anh thi đấu trận chia tay Tegangganu trong trận thua 2–3 trước Selangor tại bán kết Cúp Malaysia 2022. Vào ngày 22 tháng 12 năm 2022, anh ký hợp đồng với Selangor theo dạng chuyển nhượng tự do. Anh có trận đấu ra mắt Selangor vào ngày 26 tháng 2 năm 2023 trong trận khai mạc mùa giải 2023 với câu lạc bộ Kelantan United và giành thắng lợi với tỷ số 1–0. Anh có bàn thắng đầu tiên cho Selangor vào ngày 31 tháng 3 năm 2023 trong thắng lợi 3–1 trước Kuala Lumpur City. Vào ngày 25 tháng 8 năm 2023, anh lập cú đúp trong chiến thắng hủy diệt Kelantan với tỷ số 11–2.

## Sự nghiệp quốc tế
Vào ngày 2 tháng 6 năm 2019, anh có trận đấu ra mắt đội tuyển quốc gia Malaysia trong trận giao hữu gặp Nepal. Vào tháng 11 năm 2021, anh được triệu tập vào danh sách 24 cầu thủ của đội tuyển Malaysia tham dự Giải vô địch bóng đá Đông Nam Á 2020 diễn ra trên đất Singapore. Anh chỉ thi đấu một trận duy nhất, trong trận thảm bại 1–4 trước Indonesia. Vào tháng 11 năm 2022, anh được triệu tập trong danh sách các cầu thủ đội tuyển Malaysia tham dự Giải vô địch bóng đá Đông Nam Á 2022. Vào ngày 21 tháng 11 năm 2022, anh ghi bàn thắng duy nhất trong chiến thắng 1–0 trước Myanmar. Trong trận đấu thứ hai của Malaysia tại vòng bảng, anh lập cú đúp trong chiến thắng 5–0 trước Lào. Trong trận bán kết của giải đấu, anh ghi bàn thắng duy nhất trong trận thua với tổng tỷ số 1–3 sau hai lượt đấu trước Thái Lan. Vào ngày 27 tháng 1 năm 2023, anh lọt vào đội hình 11 cầu thủ tiêu biểu của giải đấu do AFF công bố. Vào ngày 26 tháng 12 năm 2023, anh được triệu tập lên đội tuyển Malaysia tham dự Cúp bóng đá châu Á 2023 được tổ chức trên đất Qatar. Tại trận đấu cuối cùng của vòng bảng, anh cùng Arif Aiman Hanapi và Romel Morales ghi bàn giúp Malaysia gây sốc khi cầm hòa Hàn Quốc với tỷ số 3–3, tuy nhiên Malaysia vẫn phải dừng bước ngay từ vòng bảng với chỉ vỏn vẹn 1 điểm.